# Немачка на Европском првенству у атлетици у дворани 2017.
Немачка је учествовала на 34. Европском првенству у дворани 2017 одржаном у Београду, Србија, од 3. до 5. марта. Ово је било тринаесто европско првенство у атлетици у дворани од његовог оснивања 1992. године на којем је Немачка први пут учествовала под овим именом. Репрезентацију Немачке представљало је 44 спортиста (17 мушкараца и 27 жена), који су се такмичили у 23 дисциплине (12 мушких и 11 женских).
На овом првенству Немачка је заузела 3. место по броју освојених медаља, укупно 9, са две златне, две сребрне и пет бронзаних медаља. У табели успешности према броју и пласману такмичара који су учествовали у финалним такмичењима (првих 8 такмичара) Немачка је са 24 учесника у финалу заузела 3. место са 100 бодова, од 36 земља које су имале представнике у финалу. Укупно је учествовало 49 земаља.
| Пл. | Земља   | 1. место | 2. место | 3. место | 4. место | 5. место | 6. место | 7. место | 8. место | Бр. фин. Бод. |
| --- | ------- | -------- | -------- | -------- | -------- | -------- | -------- | -------- | -------- | ------------- |
| 2.  | Немачка | 2 - 16   | 2 - 14   | 5 - 30   | -        | 5 - 20   | 4 - 12   | 2 - 4    | 4 - 4    | 24 - 100      |

## Учесници
| Мушкарци: - Алеико-Платини Менга — 60 м - Марк Кох — 400 м - Марвин Шлегел — 400 м - Роберт Фаркен — 800 м - Кристоф Кеслер — 800 м - Тимо Бениц — 1.500 м - Мариус Пробст — 1.500 м - Рихард Рингер — 3.000 м - Ерик Балнувајт — 60 м препоне - Максимилијан Бајер — 60 м препоне - Матеус Прзибилко — Скок увис - Рафаел Хоцдепе — Скок мотком - Флотијан Гојл — Скок мотком - Џулијан Хауард — Скок удаљ - Макс Хес — Троскок - Давид Шторл — Бацање кугле - Матијас Бругер — Седмобој | Жене: - Лиза Мајер — 60 м - Ребека Хазе — 60 м - Александра Бургхардт — 60 м - Лара Хофман — 400 м, 4х400 м - Констанце Клостерхалфен — 1.500 м - Алина Рех — 3.000 м - Хана Клајн — 3.000 м - Синди Роледер — 60 м препоне - Памела Дуткивич — 60 м препоне - Рикарда Лобе — 60 м препоне - Рут Софија Спелмејер — 4х400 м - Надин Гонска — 4х400 м - Каролин Валтер — 4х400 м - Јоси Грауман — Скок увис - Мари-Лоренс Јунгфлајш — Скок увис - Лиза Рицих — Скок мотком - Аника Ролоф — Скок мотком - Клаудија Салман-Рат — Скок удаљ - Александра Вестер — Скок удаљ - Маризе Лузоло — Скок удаљ - Кристин Гириш — Троскок - Јени Елбе — Троскок - Неле Екхарт — Троскок - Клаудин Вита — Бацање кугле - Алина Кенцел — Бацање кугле |  |

## Освајачи медаља (9)

### Злато (2)
- Синди Роледер — 60 м препоне
- Кристин Гириш — Троскок

### Сребро (2)
- Констанце Клостерхалфен — 1.500 м
- Лиза Рицих — Скок мотком

### Бронза (5)
- Рихард Рингер — 3.000 м
- Памела Дуткивич — 60 м препоне
- Клаудија Салман-Рат — Скок удаљ
- Макс Хес — Троскок
- Давид Шторл — Бацање кугле

## Резултати

### Мушкарци
| Атлетичар            | Дисциплина   | Лични рекорд | Квалификације              | Квалификације  | Полуфинале            | Полуфинале            | Финале                | Финале       | Детаљи |
| Атлетичар            | Дисциплина   | Лични рекорд | Резултат                   | Место          | Резултат              | Место                 | Резултат              | Место        | Детаљи |
| -------------------- | ------------ | ------------ | -------------------------- | -------------- | --------------------- | --------------------- | --------------------- | ------------ | ------ |
| Алеико-Платини Менга | 60 м         | 6,66         | 6,68 КВ                    | 3. у гр. 2     | 6,73                  | 4. у гр. 2            | Није се квалификовао  | 12 / 26      |        |
| Марк Кох             | 400 м        | 46,40        | 47,39                      | 3. у гр. 1     | Нису се квалификовали | Нису се квалификовали | Нису се квалификовали | 13 / 24 (27) |        |
| Марвин Шлегел        | 400 м        | 46,78        | 47,65                      | 5. у гр. 1     | Нису се квалификовали | Нису се квалификовали | Нису се квалификовали | 15 / 24 (27) |        |
| Роберт Фаркен        | 800 м        | 1:46,35      | 1:47,65 кв                 | 4. у гр. 1     | 1:51,39               | 5. у гр. 2            | Није се квалификовао  | 11 / 24      |        |
| Кристоф Кеслер       | 800 м        | 1:47,81      | 1:50,04                    | 3. у гр. 3     | Није се квалификовао  | Није се квалификовао  | Није се квалификовао  | 15 / 24      |        |
| Тимо Бениц           | 1.500 м      | 3:40,27      | 3:43,09                    | 1 у гр. 3      |                       |                       | 3:46,73               | 7 / 22       |        |
| Мариус Пробст        | 1.500 м      | 3:41,40      | 3:47,89                    | 3. у гр. 1     | Није се квалификовао  | 14 / 22               |                       |              |        |
| Рихард Рингер        | 3.000 м      | 7:46,18      | 7:58,77 КВ                 | 3. у гр. 2     | 8:01,01               |                       |                       |              |        |
| Ерик Балнувајт       | 60 м препоне | 7,54         | 7,67                       | 5. у гр. 2     | Нису се квалификовали | 10 / 20 (24)          |                       |              |        |
| Максимилијан Бајер   | 60 м препоне | 7,69         | 7,73                       | 4. у гр. 1     | Нису се квалификовали | 13 / 20 (24)          |                       |              |        |
| Матеус Прзибилко     | Скок увис    | 2,29         | 2,28 КВ                    | 4.             | 2,27                  | 7 / 19                |                       |              |        |
| Рафаел Хоцдепе       | Скок мотком  | 5,84         |                            |                |                       |                       | 5,80                  | 5 / 11 (12)  |        |
| Флотијан Гојл        | Скок мотком  | 5,60         | Није стартувао             | Није стартувао |                       |                       |                       |              |        |
| Џулијан Хауард       | Скок удаљ    | 8,04         | 7,88 кв                    | 6.             |                       |                       | 7,97                  | 5 / 18 (20)  |        |
| Макс Хес             | Троскок      | 17,14        | 17,52 КВ, СРС, ЕРС, НР, ЛР | 1.             | 17,12                 |                       |                       |              |        |
| Давид Шторл          | Бацање кугле | 21,88        | 21,16 КВ                   | 1.             | 21,30                 |                       |                       |              |        |

#### Седмобој
| Дисциплина   | Матијас Бругер | Матијас Бругер | Матијас Бругер | Матијас Бругер | Матијас Бругер | Матијас Бругер |
| Дисциплина   | Лич. рек.      | Рез.           | Бод.           | Плас.          | Укупно         | Плас.          |
| ------------ | -------------- | -------------- | -------------- | -------------- | -------------- | -------------- |
| 60 м         | 7,09           | 7,13           | 837            | 12.            | 837            | 12.            |
| Скок удаљ    | 7,30           | 7,36 ЛР        | 900            | 9.             | 1.737          | 9.             |
| Бацање кугле | 15,39          | 14,53          | 761            | 6.             | 2.498          | 9.             |
| Скок увис    | 2,06           | 1,92           | 731            | 14.            | 3.229          | 12.            |
| 60 препоне   | 8,15           | 8,22           | 927            | 11.            | 4.156          | 12.            |
| Скок мотком  | 5.10           | 5,00           | 910            | 8.             | 5.066          | 12.            |
| 1.000 м \|   | 2:34.10        | 2:38,73 ЛРС    | 888            | 2.             | 5.954          | 8.             |
| Укупно       | 6.126          | -              | −              | −              | 5.954          | 8 / 14 (16)    |

### Жене
| Атлетичарка             | Дисциплина   | Лични рекорд | Квалификације | Квалификације | Полуфинале            | Полуфинале | Финале                | Финале       | Детаљи |
| Атлетичарка             | Дисциплина   | Лични рекорд | Резултат      | Место         | Резултат              | Место      | Резултат              | Место        | Детаљи |
| ----------------------- | ------------ | ------------ | ------------- | ------------- | --------------------- | ---------- | --------------------- | ------------ | ------ |
| Ребека Хазе             | 60 м         | 7,14         | 7,14 КВ, =ЛР  | 1. у гр. 1    | 7,19                  | 2. у пф. 3 | 7,21                  | 8 / 37 (38)  |        |
| Александра Бургхарт     | 60 м         | 7,19         | 7,22 КВ       | 2. у гр. 1    | 7,23 кв               | 3. у гр. 1 | 7,19                  | 6 / 37 (38)  |        |
| Лиза Мајер              | 60 м         | 7,18         | 7,26 КВ       | 2. у гр. 5    | 7,23 КВ               | 2. у пф. 2 | 7,19                  | 5 / 37 (38)  |        |
| Лара Хофман             | 400 м        | 52,90        | 53,65 кв      | 3. у гр. 2    | 53,43                 | 3. у гр. 3 | Није се квалификовала | 10 / 29 (31) |        |
| Констанце Клостерхалфен | 1.500 м      | 4:04,91      | 4:10,37 кв    | 3. у гр. 1    |                       |            | 4:04,45               |              |        |
| Алина Рех               | 3.000 м      | 8:53,56      | 8:55,23 КВ    | 4. у гр. 2    | 8:57,87               | 8 / 17     |                       |              |        |
| Хана Клајн              | 3.000 м      | 8:57,86      | 8:58,45 кв    | 5. у гр. 1    | 8:58,57               | 9 / 17     |                       |              |        |
| Синди Роледер           | 60 м препоне | 7,84         | 7,98 КВ       | 1. у гр. 3    | 7,89 КВ               | 1. у гр. 2 | 7,88                  |              |        |
| Памела Дуткивич         | 60 м препоне | 7,79         | 7,86 КВ       | 1. у гр. 2    | 7,92 КВ               | 2. у гр. 2 | 7,95                  |              |        |
| Рикарда Лобе            | 60 м препоне | 7,99         | 8,07 КВ       | 2. у гр. 1    | 8,00 КВ               | 3. у гр. 1 | 8,03                  | 6 / 22 (27)  |        |
| Рут Софија Спелмејер    | 4 х 400 м    | 3:27,22 НР   |               |               |                       |            | 3:34,60               | 6 / 6        |        |
| Надин Гонска            | 4 х 400 м    | 3:27,22 НР   |               |               |                       |            | 3:34,60               | 6 / 6        |        |
| Каролин Валтер          | 4 х 400 м    | 3:27,22 НР   |               |               |                       |            | 3:34,60               | 6 / 6        |        |
| Лара Хофман             | 4 х 400 м    | 3:27,22 НР   |               |               |                       |            | 3:34,60               | 6 / 6        |        |
| Јоси Грауман            | Скок увис    | 1,92         | 1,90          | 4. кв         |                       |            | 1,92                  | 5 / 21       |        |
| Мари-Лоренс Јунгфлајш   | Скок увис    | 1,97         | 1,86          | 16.           | Није се квалификовала | 16 / 21    |                       |              |        |
| Лиза Рицих              | Скок мотком  | 4,72         |               |               |                       |            | 4,75 ЛР               |              |        |
| Аника Ролоф             | Скок мотком  | 4,51         | 4,40          | 10 / 13       |                       |            |                       |              |        |
| Клаудија Салман-Рат     | Скок удаљ    | 6,76         | 6,79 КВ, ЛР   |               |                       | 2. КВ      | 6,94 ЛР               |              |        |
| Александра Вестер       | Скок удаљ    | 6,95         | 6,51 кв       | 8.            | 6,53                  | 8 / 17     |                       |              |        |
| Маризе Лузоло           | Скок удаљ    | 6,56         | 6,48          | 10.           | Није се квалификовала | 10 / 17    |                       |              |        |
| Кристин Гириш           | Троскок      | 14,46        | 14,26 КВ, ЛРС | 2.            | 14,37 ЕРС             |            |                       |              |        |
| Јени Елбе               | Троскок      | 14,15        | 14,27 КВ, ЛР  | 1.            | 14,12                 | 6 / 18     |                       |              |        |
| Неле Екхарт             | Троскок      | 14,09        | 13,22         | 18.           | Није се квалификовала | 18 / 18    |                       |              |        |
| Клаудин Вита            | Бацање кугле | 17,78        | 17,83 КВ, ЛР  | 3.            | 18,01 ЛР              | 5 / 21     |                       |              |        |
| Алина Кенцел            | Бацање кугле | 17,68        | 16,97         | 14.           | Није се квалификовала | 14 / 21    |                       |              |        |